# ولی سارینن
ولی سارینن (انگلیسی: Veli Saarinen؛ ۱۶ سپتامبر ۱۹۰۲ – ۱۲ اکتبر ۱۹۶۹) اسکی‌باز اسکی صحرانوردی اهل فنلاند بود.
وی در مسابقات کشوری و بین‌المللی در مجموع برندهٔ ۴ مدال طلا، ۲ مدال نقره، ۲ مدال برنز شده‌است.